# Tetrastigma coriaceum
Tetrastigma coriaceum är en vinväxtart som först beskrevs av Dc., och fick sitt nu gällande namn av François Gagnepain. Tetrastigma coriaceum ingår i släktet Tetrastigma och familjen vinväxter. Inga underarter finns listade i Catalogue of Life.